# Castell de Castellgalí
El castell de Castellgalí o castell de Galí, tal com es coneixia en referència al seu primer senyor, és una fortificació en ruïnes al poble de Castellgalí, al Bages. Estava situat dalt d'un turó, disposant així d'una situació estratègica envejable i un domini absolut a la zona. Malgrat que avui en dia està en runes, el castell manté un simbolisme especial atès que dona el nom a la vila. Al llarg de la seva història va passar per diferents propietaris fins a la posterior ruïna. És una obra declarada bé cultural d'interès nacional.

## Descripció
Del castell en resten fragments molt escadussers dels murs mig tapats per la vegetació a dalt el turó. Al cantó de ponent del turó hi ha un tros de mur de 90 cm d'ample i una llargada de 3 m. L'aparell és a base de grossos carreus escantonats. Al cantó est es troba un altre fragment de mur, d'una alçada aproximada d'un metre i 60 cm de gruix. Els carreus no són gaire grossos, units amb morter pobre en calç i disposats en filades horitzontals.

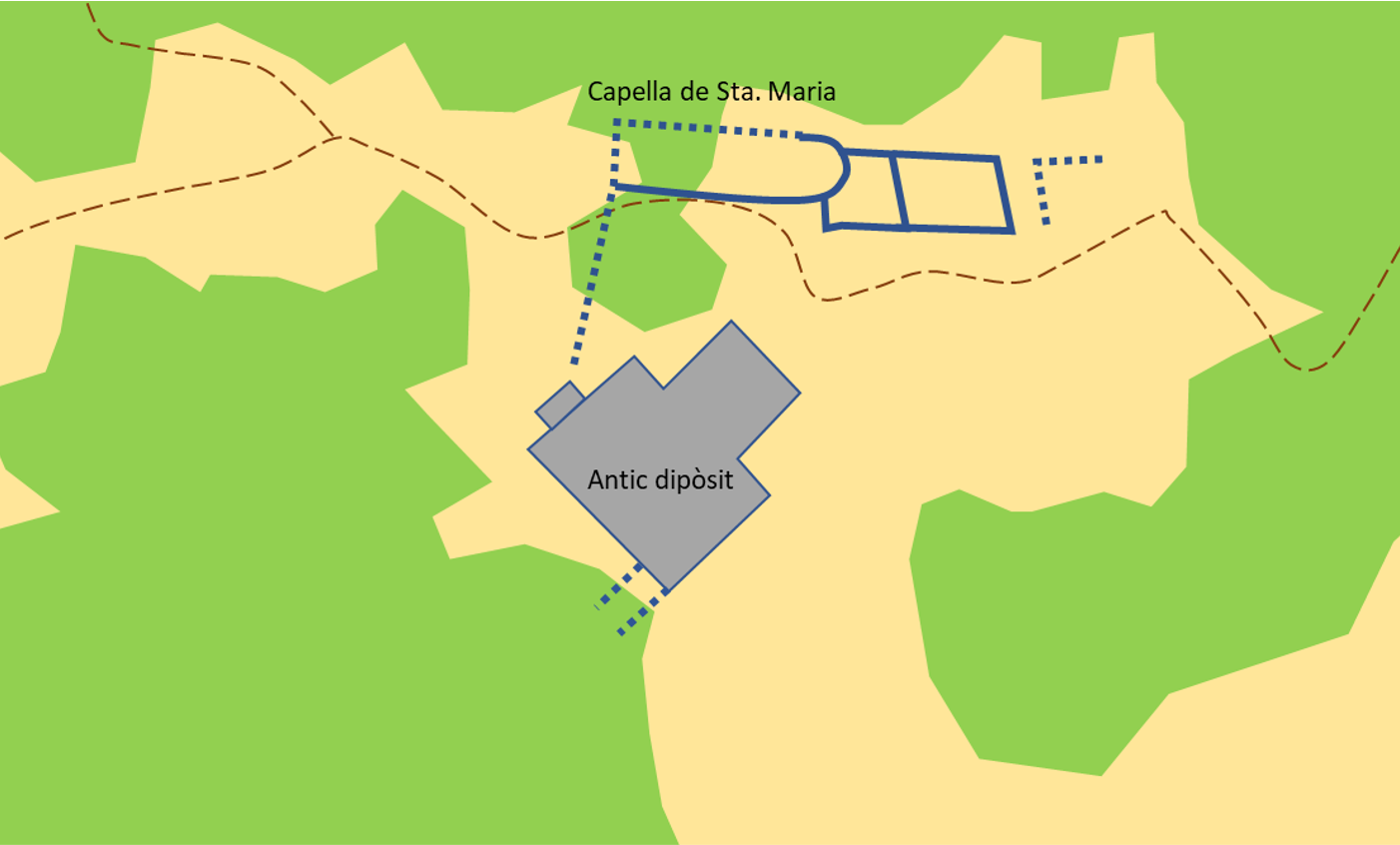
Plànol de les restes del castell. Les línies gruixudes de color blau representen les parets del castell. On les discontínues representen aquelles notablement degradades. Es pot apreciar la forma semicircular de la capella de Santa Maria.

En el punt més alt del turó i prop d'un dipòsit d'aigua hi ha un altre tros de mur, que per la seva situació podria molt bé ser el basament de la torre del castell, mentre que els altres trossos de mur esmentats podrien correspondre a fragments de la muralla. Ara bé, per la pobresa i petitesa de les restes ha d'entendre's això com una hipòtesi. El seu estat de conservació és de ruïna.

## Història
És documentat ja el 867, on apareix citat el Castelo de Galindo ("castell de Galí") que demostra l'origen del topònim. El castell apareix documentat des de 924. A través d'aquest document es pot confirmar que el castell que porta el topònim de Castellgalí fou en un principi el "Castell d'en Galí", fent referència al primer senyor del castell, anomenat Galí o "Galindo". Durant dos segles no en tenim cap notícia.
El 1178 es documenta la venda del castell per part de Sibil·la, que l'havia heretat de la seva mare Arsenda, al comte-rei Alfons I. El rei concedí el castell a una família que es cognominà Castellgalí; aquesta, per tenir-ne el feu havia de fer servei d'armes, que presten el 1284 i el 1285. Durant el segle xiv els Castellgalí continuaren prestant acte d'homenatge als reis del Casal Català-Aragonés.
La Pesta Negra estroncà la línia directa dels Castellgalí. Pere III ho aprofità per vendre el 1350 al seu conseller Bernat de Torres alguns drets reials. Els hereus, no conformes amb la venda, deixaren el castell en estat d'abandó. El 1413 el noble Lluís de Rajadell n'adquirí la senyoria; el 1563 o el 1673 fou venut als Amigant, que en tingueren possessió fins a la desaparició dels senyorius jurisdiccionals.
Va ser cedit de forma momentània al monestir de Montserrat durant la guerra contra el rei Joan II. Els seus últims senyors feudals van ser els Despujol, marquesos de Palmerola. Es creu que va quedar destruït entre 1462 i 1472 durant la Guerra dels remençes. L'antic hostal fou transformat el 1683 en residència senyorial. També havia existit una petita capella romànica que pertanyia al castell, la capella de Santa Maria, de la que encara en queden alguns vestigis al costat de les poques restes del castell.